# Vairaatea
Vairaatea ist ein Atoll im Tuamotu-Archipel im Pazifischen Ozean. Politisch gehört es zu Französisch-Polynesien und dort zur Gemeinde Nukutavake. Von der gleichnamigen Insel Nukutavake ist Vairaatea etwa 38 Kilometer entfernt, vom Atoll Hao 180 Kilometer.
Das Atoll besteht aus zwei größeren, sichelförmigen Inseln im Nordwesten und im Osten, zahlreichen kleinen Motus sowie einer flachen, zentralen Lagune. Nur die östliche Insel Puka Runga wird von 66 Einwohnern bewohnt, welche im Hauptort Ahura an der Nordspitze der Insel leben. Haupterwerbszweig der Bevölkerung sind Fischfang und die Produktion von Kopra.
Vairaatea wurde möglicherweise bereits 1606 vom portugiesischen Seefahrer Pedro Fernández de Quirós für Europa entdeckt. Er nannte die Insel San Miguel Archangel. Als gesichert gilt die Entdeckung durch Samuel Wallis am 6. Juni 1767. Er gab ihr den Namen „Egmont Island“.